# Petite rivière Trout (New York)
Pour l’article homonyme, voir Petite rivière Trout.
La Petite rivière Trout est un affluent de la rivière Trout, coulant dans le Parc Adirondack, dans le comté de Clinton (New York), dans l'État de New York, aux États-Unis.
Cette vallée est surtout desservie dans l'état de New York, la route de proximité est le Constable Street et le State Highway 30.
La surface de la rivière est généralement gelée de la mi-décembre à la fin mars. La circulation sécuritaire sur la glace se fait généralement de fin décembre à début mars. Le niveau de l'eau de la rivière varie selon les saisons et les précipitations.

## Géographie
La petite rivière Trout prend sa source à l'embouchure d'un petit lac situé entre le Soula Moutain et le Baldy Mountain dans les monts Adirondacks, dans le Parc Adirondack. Cette source est située à 1,7 km au sud-ouest du Lower Chateauguay Lake, à 6,0 km au sud de la frontière canado-américaine, et à 4,4 km au nord-ouest du Upper Chateauguay Lake.
À partir de sa source dans le parc Adirondack, la Petite rivière Trout descend sur 19,7 km, avec une dénivellation de m, selon les segments suivants :
- 4,9 km vers l'ouest dans une vallée encaissée qui va en s'évasant, et en traversant une zone de marais en courbant vers le nord afin de contourner la Soulia Mountain, jusqu'à un ruisseau (venant de l'est) ;
- 4,9 km vers le nord-ouest dans une vallée généralement encaissée, jusqu'au pont du village de Burke ;
- 4,1 km vers le nord-ouest dans une vallée généralement encaissée, jusqu'à la décharge du Alder Brook ;
- 5,8 km d'abord vers l'ouest, courbant vers le nord-ouest formant quelques boucles en fin de segment, jusqu'à son embouchure[2].

La Petite rivière Trout se déverse dans un coude de rivière sur la rive est de la rivière Trout, à 2,9 km au sud de la frontière du Canada. De là, le courant descend le cours de la rivière Trout sur 30,9 km généralement vers le nord, ensuite le nord-est ; puis le cours de la rivière Châteauguay sur 60,3 km jusqu'à la rive sud du lac Saint-Louis, à Châteauguay, au sud-ouest de Montréal.